# Neuracanthus keniensis
Neuracanthus keniensis är en akantusväxtart som beskrevs av J.-p. Lebrun och A.L. Stork. Neuracanthus keniensis ingår i släktet Neuracanthus och familjen akantusväxter. Inga underarter finns listade i Catalogue of Life.